# Paúl Ambrosi
Paúl Ambrosi, właśc. Vicente Paul Ambrosi Zambrano (ur. 14 października 1980 w Guarandzie) – ekwadorski piłkarz występujący pozycji obrońcy. Większość kariery spędził w klubie LDU Quito.
Ze względu na pochodzenie przodków posiada również obywatelstwo włoskie.
Został wybrany do piłkarskiej kadry narodowej Ekwadoru na Mistrzostwa Świata w Piłce Nożnej 2006 roku rozgrywanych w Niemczech.